# Østerby Redningsstation
Østerby Redningsstation är en dansk sjöräddningsstation i Østerby på Læsø i Kattegatt. Den ligger i hamnen i Østerby. 
Østerby Redningsstation inrättades 1871 av Det Nørrejydske Redningsvæsen som båt- och raketstation. Denna var den första räddningsstationen på Læsø, vilken följdes av Vesterø Redningsstation 1875. 
Räddningsstationen förfogar över motorredningsbåten MRB Morten Stage, fast rescue boat LRB 19 av typ Marine Partner Alucat 1070, ribbåten RHIB-480 samt ett terrängfordon av typ 
Volkswagen Touareg.
Räddningsstationens byggnad genomgick 2016 en omfattande upprustning.